# Chukotsky (huyện)
Huyện Chukotsky (tiếng Nga: Чуко́тский райо́н) là một huyện hành chính tự quản (raion), của Khu tự trị Chukotka, Nga. Huyện có diện tích 30443 kilômét vuông, dân số thời điểm ngày 1 tháng 1 năm 2000 là 4600 người. Trung tâm của huyện đóng ở Lavrentiya.